# Frankford (Delaware)
|  | Dieser Artikel wurde aufgrund von inhaltlichen Mängeln auf der Qualitätssicherungsseite des Projektes USA eingetragen. Hilf mit, die Qualität dieses Artikels auf ein akzeptables Niveau zu bringen, und beteilige dich an der Diskussion! Eine nähere Beschreibung der zu behebenden Mängel fehlt. |

Frankford ist eine kleine Stadt im Sussex County des Bundesstaats Delaware in den Vereinigten Staaten.
Das U.S. Census Bureau hat bei der Volkszählung 2020 eine Einwohnerzahl von 790 ermittelt.
Das Stadtgebiet hat eine Größe von 1,8 km².

## Persönlichkeiten
- John J. Williams (1904–1988), Politiker